# Microstigmata geophila
Microstigmata geophila is een spinnensoort uit de familie Microstigmatidae. De soort komt voor in Zuid-Afrika.